# 1930年巴西革命
1930年革命 （葡萄牙语： Revolução de 1930）是1930年巴西各地爆發的武装起义，巴西第一共和国因此倒台。华盛顿·路易斯·佩雷拉·德索萨被热图利奥·瓦加斯推翻，同時咖啡牛奶政治終結，瓦加斯时代開啟。